# Акитские красавицы
Акитские красавицы (яп. 秋田美人, あきたびじん акита бидзин) — обобщённое название японских красивых женщин, происходящих с территории современной префектуры Акита. Их причисляют к самым красивым женщинам Японии наряду с красавицами Киото и Хакаты.

## Краткие сведения
Префектура Акита считается в Японии регионом, где проживает много красавиц. Одной из первых красивых женщин с Акиты, известных в истории, была Оно-но Комати, поэтесса периода Хэйан.
Особенностью акитских красавиц служит белизна их кожи: в среднем среди японцев она составляет 22 %, среди европеоидов — около 40 %, а среди жителей Акиты — 30 %. Выдвигаются различные объяснения этого явления: одни исследователи связывают белизну акитских девушек с особенностями влажного и прохладного климата префектуры Акиты, другие — с метисацией с европеоидами, которые могли переселиться в этот район в древние времена. Также существует теория, что «отбеливанию» кожи способствуют горячие источники на термальных водах повышенной кислотности, которых довольно много в префектуре Акита.
С акитскими красавицами связана шуточная средневековая легенда. В начале XVII века, после битвы при Сэкигахаре в Японии началось перераспределение земель между победителями и побеждёнными. Правитель владений на территории современной префектуры Ибараки, глава рода Сатакэ, оказался среди последних, поэтому ему было приказано покинуть свои земли и перебраться в Акиту. Со злости Сатакэ собрал всех красавиц в своих владениях и переселил их в новые земли. Когда же на его место пришёл хозяин из победителей и пожаловался правительству, что почти всех женщин увезли, Сатакэ отправил ему из Акиты всех некрасивых женщин. Так родилась пословица: «женщины в Аките — красавицы, а в Ибараки — чудовища».
В современной Японии «акитскими красавицами» часто называют любых девушек или женщин, происходящих родом из Акиты.